# Don’t Ever Cry
Don’t Ever Cry – singel chorwackiego zespołu Put, wydany w 1993 nakładem wytwórni muzycznych HRT Orfej oraz Alora Music.
Utwór został zakwalifikowany do udziału w chorwackich selekcjach do 38. Konkursu Piosenki Eurowizji Dora 1993 jako jedna z piętnastu kompozycji, spośród których wyłoniono piosenkę reprezentującą kraj. Ostatecznie utwór wygrał konkurs finałowy selekcji, który odbył się 28 lutego 1993, zdobywając łącznie 85 punktów w głosowaniu 11-osobowej komisji jurorskiej. Utwór wydano na singlu między innymi na terenie Chorwacji oraz Belgii. 
Tekst do utworu, który powstał w chorwackiej oraz angielskiej wersji językowej, napisał Andrej Baša, a muzykę skomponował Đorđe Novković.
Podczas 38. Konkursu Piosenki Eurowizji utwór zajął 15. miejsce z 31 punktami na koncie.

## Lista utworów
- Vinyl, singel CD[1]

1. „Don’t Ever Cry” (Original Version) – 3:06
2. „Don’t Ever Cry” (English Version) – 3:06